# Ocica ponapensis
Ocica ponapensis är en insektsart som beskrevs av Carl Schurz English och D.K.M. Kevan 1999. Ocica ponapensis ingår i släktet Ocica och familjen vårtbitare. Inga underarter finns listade i Catalogue of Life.